# Peter Volkart
Peter Volkart (* 23. Juni 1957 in Steinmaur, Kanton Zürich) ist ein Schweizer Grafiker, Fotograf, Objektkünstler und Filmemacher. Sein bekanntester Film ist Terra Incognita.

## Leben und Werk
Peter Volkart besuchte nach einer Dekorateur-Lehre von 1978 bis 1979 die F+F Schule für experimentelle Gestaltung in Zürich und studierte danach ab 1980 in New York an der School of Visual Arts, die er 1983 mit dem Bachelor of Fine Arts abschloss. In dieser Zeit produzierte er den Experimentalfilm Suburban Wildlife (1982). Er vertiefte seine Ausbildung am Pratt Graphics Center (Abteilung Druckgrafik, 1983–1984) und an der New York University (Abteilung Film und Video, 1984–1985). Sein zweiter Film, Ein Zwischenfall (1983), wurde an den Solothurner Filmtagen, an den Internationalen Kurzfilmtagen Oberhausen und am Black Maria Filmfestival in New Jersey gezeigt.
1988 kehrte er in die Schweiz zurück und begann, Kunstobjekte der Alltagskultur und fiktive Räume mit «pseudoarchäologische[n] Sammlungen erfundener Personen» zu erschaffen. Die Auseinandersetzung mit Gegenständen der Alltagskultur erinnert an Pop-Art und wurde zu einem seiner Markenzeichen, in seinen Kunstobjekten wie in seinen Filmen. Als Sammler und «Bricoleur» baute er aus Fundstücken eine Geschichte und aus diesen Geschichten Welten zusammen. Volkart gräbt archäologische Relikte aus der Gegenwart aus. Diese «Jetzt-Archäologie»-Objekte (engl. «Instant Archeology») sind Rekonstruktionen von verfremdeten alltagsgegenständlichen Artefakten. Beispiele davon findet man in seinen Kunstobjekten wie Artefakt (Brillo Box) (1987), RAM – Randon Access Memory oder MUZAK – typisches Exemplar eines Fossils (1980–1985). Im imaginären Museum des Dr. Wendelhammer (1990er Jahre), eines verschollenen Erfinders und Archäologen, präsentiert Volkart versteinerte Alltagsgegenstände wie Toaster, Kamm, Computerdiskette, Tonband als präparierte Fundstücke. Edgar’s Place (1992) ist ein fiktives, von Volkart nachgebautes Apartment mit Objekten.
Ab den 2000er Jahren konzentrierte sich Peter Volkarts Schaffen wieder auf die Filmproduktion; er machte sich dabei einen Namen als «Surrealist des Schweizer Films». Viele der Drehbücher wurden in Zusammenarbeit mit der Schweizer Autorin Anita Hansemann geschrieben. 2006 wurde sein Film Terra incognita beim Schweizer Filmpreis als Bester Kurzfilm des Jahres ausgezeichnet. Seine Kurzfilme wurden an internationalen Filmfestivals gezeigt und prämiert. Seine Filmästhetik, die einmal als «imaginärer Realismus» bezeichnet wurde, trägt retrofuturistische Aspekte, die mit «rein imaginierten Reiseberichten, die Realität hinter der Realität […] zeigen».
Der 1994 realisierte Verleihvorspann des Zürcher Filmverleihs Filmcoopi Zürich ist vielen Schweizer Kinobesuchern ein Begriff, doch wenige wissen, dass er von Peter Volkart stammt.

## Werk

### Film
- 1982: Suburban Wildlife (3 Min., 16 mm s/w)
- 1983: Ein Zwischenfall (7 Min., 16 mm s/w)
- 1984: Mongolia (28 Min., 16 mm s/w)
- 1986: Der junge Eskimo (40 Min., 16 mm s/w),
- 1994: Filmcoopi Zürich Verleihvorspann (mit Cyril Boehler)
- 1994: Crosstown (25 Min., Video, Produktion SRG s-Plus, Dokumentarfilm)
- 2001: En route
- 2005: Terra Incognita
- 2008: Monsieur Sélavy
- 2009: Ja ja, nein nein (mit Ulrich Schaffner)
- 2012: Zimmer 606
- 2015: Subotika. Land of Wonders
- 2018: Subito – Das Sofortbild

### Bildende Kunst
- 1990: Wendelhammer – Das Kabinett
- 1992: Edgar’s Place, work in progress
- 1994: Kunst am Bau (einer Reihe von Objekten und Werkgruppen für die Schule für Ergotherapie, Zürich)
- 1996–1997: Werkgruppe Schrein I–III
- 1997: Artomat und Automat, Installationen mixed Media, Zürich, Klinik Hirslanden

## Auszeichnungen
- 1980: Studien- und Werkbeitrag an bildende Künstler des Kantons Zürich
- 1982: Kiefer Hablitzel Stipendium
- 1987: Studienprämie des Bundesamtes für Kultur, Sektion Film für Der junge Eskimo
- 1993: Studien- und Werkbeitrag an bildende Künstler des Kantons Zürich
- 1996: Stipendium Delfina Studio Trust, London, für Kunstprojekte und Installationen
- 2006: Schweizer Filmpreis für den Kurzfilm Terra Incognita
- 2008: Aargauer Kuratorium
- 2012: Méliès d’Or am 45. Sitges Festival Internacional de Cinema Fantàstic de Catalunya für den besten europäischen Fantasy-Kurzfilm für Zimmer 606